# عثتر سمين
عثتر سمين «نجم الصباح من السماء»  كان إلهًا نجميًا من جنس غير مؤكد، كان يعبد قبل الإسلام في شمال ووسط شبه الجزيرة العربية، عُبد عثتر سمين على نطاق واسع من قبل القبائل العربية، منذ حوالي 800 قبل الميلاد وتم التعرف عليه في رسائل الملوك الآشوريين أسرحدون وآشور بانيبال. قد يكون عثتر سمين هو اللات، الذي تركزت عبادته في تدمر وأيضًا مع عثتر.
وفقًا لديرك لانج، كان عثتر سمين هو الإله الرئيسي في ثالوث الآلهة الذي يعبد من قبل ما يسميه اتحاد يومئيل، الذي يصفه بأنه اتحاد قبلي عربي شمالي من أصل إسماعيلي برئاسة «مملكة قيدار». يعرّف لانج نهى على أنها إله الشمس، ورودا باعتبارها إله القمر، وعثتر سمين باعتباره الإله الرئيسي المرتبط بالزهرة. تم العثور على ثالوث مشابه من الآلهة يمثل الشمس والقمر والزهرة بين شعوب الممالك العربية الجنوبية مثل أوسان ومعين وقتبان وحضرموت بين القرنين التاسع والرابع قبل الميلاد. هناك، كان الإله المرتبط بكوكب الزهرة عشتروت، وكان إله الشمس يم، وكان إله القمر يُدعى بشكل مختلف ود وعم وسين.

## النشأة
ورد ذكر عثتر سمين مرتين في سجلات آشور بانيبال، ملك الإمبراطورية الآشورية الجديدة في القرن السابع قبل الميلاد. الإشارة إلى («شعب عثتر السماء») الذين قيل إنهم هُزموا مع النبايوت (الأنباط من نبط بن إسماعيل) والقيداريين. بقيادة يوتا بن بردادة، المعروف أيضًا باسم «ملك العرب».
عند عرب الجنوب، إله السماء الذكر أو القمر، ومع إلهة السماء الأنثى أو الشمس جاء الضلع الثالث ممثلًا في عثتر سمين أي عثتر السماء، الذي أشارت إليه النصوص بالاسمين:عزيز وكان يتقدم الشمس عند شروقها، ومنعم وكان يتبع الشمس حين غروبها، هو كوكب الزهرة؛ لذلك كان الزهرة كان إلهًا ذكرًا، أخذ دور الابن في الثالوث المقدس، ويذهب بعض الباحثين إلى أنه المقصود بالنجم الثاقب في القرآن الكريم.
ويبدو أن توسط منطقة مكة بين بلاد الشام وبلاد اليمن، وما كان من تواصل مستمر بينها وبين مكة، أدى إلى تداخل بين عقائد المنطقتين في مكة، فدخل بعل، وحل محل عثتر سمين كإبن للإلة، لإن عمرو بن لحي الخزاعي سافر من مكة إلى الشام في تجارة، فرآهم هناك يتعبدون لآلهة الخصب هذه، وكان مما أحضره هبل وإساف ونائلة فوضع هبل في فناء الكعبة، ووضع إساف على الصفا ووضع نائلة على المروة.